# Ubide
Ubide är en kommun i Spanien.Den ligger i Biscayaprovinsen i den autonoma regionen Baskien i norra delen av landet, 300 km norr om huvudstaden Madrid. Antalet invånare är 164 (2024). Arean är 2,81 kvadratkilometer. Ubide gränsar till Zeanuri, Dima, Otxandio och Zigoitia. 